# チェーンストア

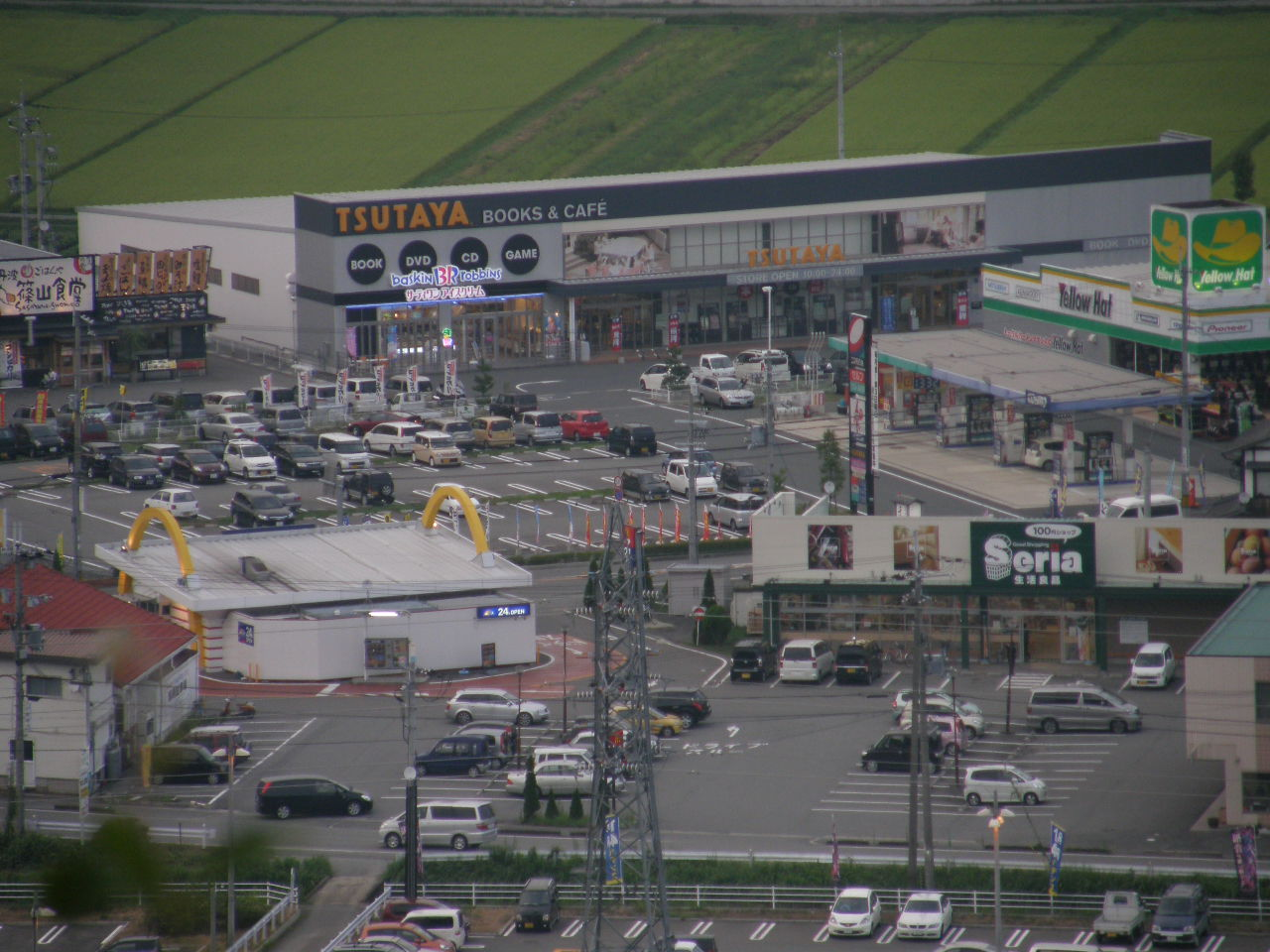
同一敷地内に集中出店して集客の相乗効果を狙うチェーンストア兵庫県丹波篠山市東吹

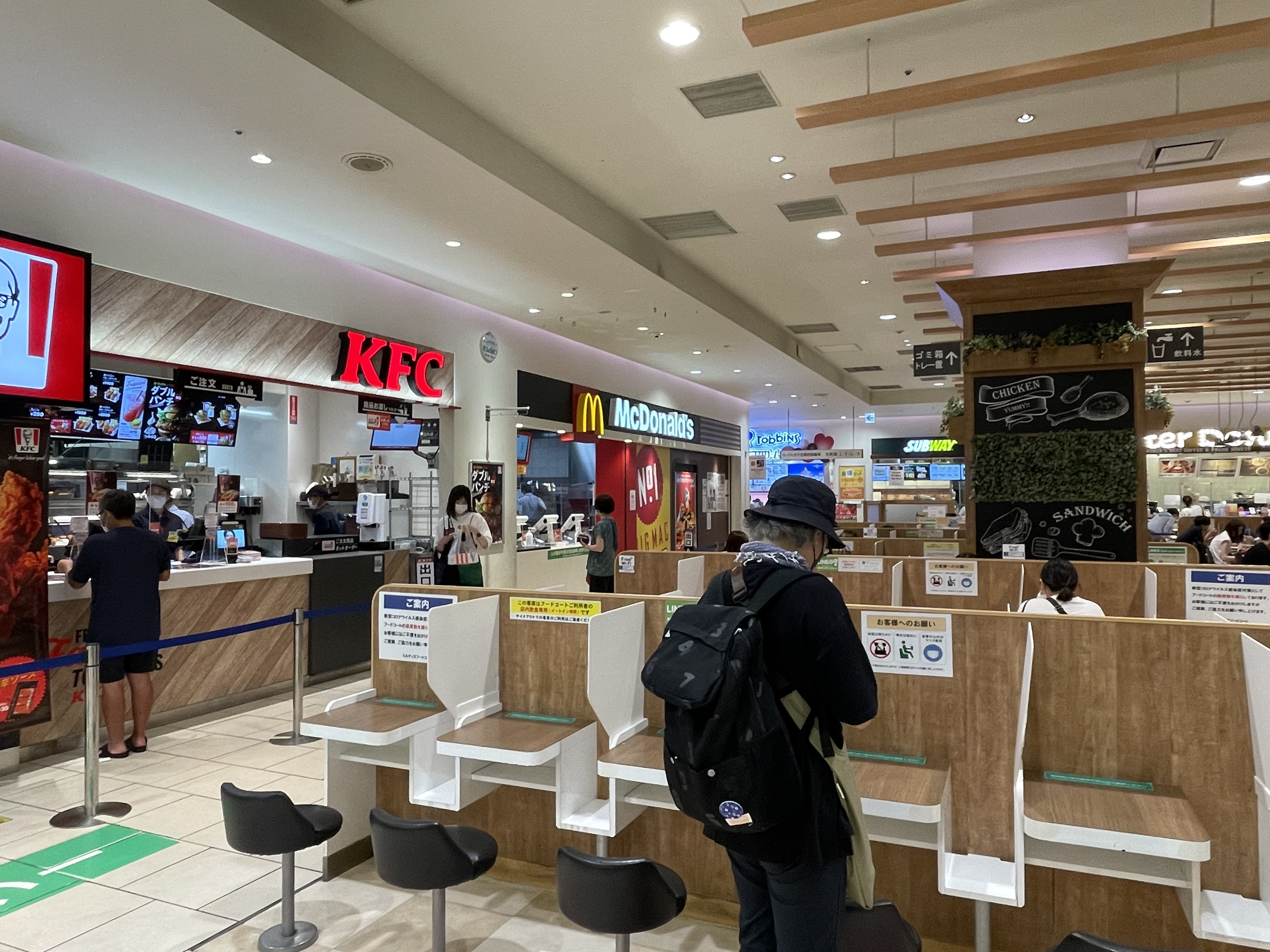
フードコート内に立ち並ぶチェーン店（千住ミルディス）
※左からケンタッキーフライドチキン、マクドナルド、奥にサーティーワンアイスクリーム、サブウェイ、右端にミスタードーナツ

チェーンストア（英語: chain store）は、大資本によってブランド、経営方針、サービスの内容、外観などに統一性を持たせ、多数の店の運営や管理を行う経営形態のこと。チェーン店（チェーンてん）とも呼ばれる。かつては連鎖店とも呼ばれていた。
経営学的には「単一資本が自ら設置した店舗を11店以上直営している小売・飲食業」のことを指し、小規模の出資者を募って店舗を設置する経営形態であるフランチャイズ（FC）とは区別される。
場合によっては小売業や、飲食店（レストラン、居酒屋など）やホテルなどのサービス業も含め、統一性を持った複数店舗の集合体のことをチェーンストア（一般にいう「チェーン」「チェーン店」、直訳して「連鎖店」）と呼ぶことがあり、社会通念上ではフランチャイズの意味も含めて使われている。
これは、客から見れば「直営店」と「フランチャイズ店」において、外見やサービスの区別がほとんどつかないことと、同一形態の「直営店」と「フランチャイズ店」両方を持つチェーンも数多く存在するためだ。
なお、チェーンストアの典型であるゼネラルマーチャンダイズストア（GMS：総合スーパー）に関しては、百貨店との差異は近年なくなりつつあるように思われているが、百貨店は「高級品を対面販売することを重視」する一方で、チェーンストアの大多数は「客のセルフサービスによる一般品の大量販売を重視」している。

## 歴史
19世紀後半には都市の中心地に百貨店が成立していった。チェーンストアは中心地以外において新しい小売形態として勃興しつつあった。これは同一所有のもとに複数の店舗を所有し、中央での一括集中仕入れにより、薄利多売を目指すチェーンストアのことである。
登場した要因としては食料雑貨が差別化できない一般的なステープル商品（staple merchandise、必需品）であり、身近な店で買うのが消費者の購買慣習であったことから、都市人口の増大により、多数の店舗展開が可能になったためと考えられるようだ。本格的に発展するのは自動車の普及と中小都市が本格的に発展する1920年代だが、19世紀後半には登場し始めていた。
方法論としては、百貨店が一店舗の規模を拡大したのに対して、チェーンストアは店舗を追加して成長した。また、多数の店舗で販売する商品を本部で一括購入するため、大量仕入れによる規模の経済を享受でき、薄利多売を最も強力に推進することができる。そして、廉価販売のために従来行われていた商品配送や掛売りなどのサービスを廃止したことや、同じ設計の店舗を増やすことで買い物客はどこの店でも同じ商品が購入できるように、商品と店舗の標準化が行われ、販売の合理化が進められた。
具体的にはチェーンストアは一般的には1859年に紅茶やコーヒーを販売するA&P［英語版］（The Great Atlantic & Pacific Tea Company）から始まったと言われている。ただ、この時点では紅茶やコーヒーのみの販売であり食料品のチェーンストア（Grocery chainという概念で括られる）ではない。
1878年からA&Pの支配人となったジョージ・H・ハートフォード［英語版］によって食料品のチェーンストアが始められたようである。ハートフォードが支配人となった1880年代初めには、まだA&Pは紅茶とコーヒーと砂糖のみを販売していた。しかし、息子ラドラム（Ludlum1864-1957）［英語版］が入社し、ベーキングパウダーなどを製造ラインに追加するように説得し、他にも提供するアイテム数を増やすための会社を立ち上げた。これによって、会社名を製品ラベルにつけることによりチェーンストアが自社ブランドで製品を販売するという形態を作った（これがGrocery chainという概念になるようだ）。
また、日本では世界恐慌の影響により個人経営店が少なくなり、チェーン店が広がっていくこととなった。ただし、現在のチェーン店の形態とはまた異なるものである。
日本では、資生堂が1927年より支店に配布するための雑誌『チェインストア』を発行している。

## 概説
単一資本がブランド、経営方針、サービスの内容、作業ノウハウ、外観などを標準化した店舗を多数出店することによって、大きな利益を生み出す目的で行う経営形態。
当初は比較的狭い地域や、都道府県庁所在地などの都市部に集中する形で出店し、地域の顧客に対して地理的・心理的により近づいて知名度を高めることで地盤を固める。さらに広域の地方（他の市や郊外など）にまで出店することにより、収益力を強化する。
多くの場合、業態としては、ゼネラルマーチャンダイズストア（総合スーパー）、スーパーマーケットやホームセンター、フランチャイズ制も併用するコンビニエンスストア、ドラッグストアなどの小売業をはじめ、ホテル、飲食店（ファミリーレストラン、ファストフード、居酒屋など）で展開されている。
交通・通信の発達とともに、後方管理業務など、顧客に直接接しない仕事を店舗からできるだけ切り離すことが可能となり、また、コンピュータなどその他の技術の進歩を取り入れることにより、より合理的な運営が可能となっていった。

## チェーンストアの仕組み
チェーンストアは地方にまで大量に出店し、それを生かすため次のような仕組みを持つ。多店舗を経営する上で、取り扱う商品を同一化することによる大量仕入を行なっている。それゆえに取引先に対して強い価格交渉力を持つことで仕入原価の低減を図っている。
小売業では他社との差別化を図るため、もしくは価格面で他社よりも優位に立つために、自社専用商品（プライベートブランドあるいはストアブランド商品などと呼ばれる）を開発・販売する手法がある。製造する工場を確保（OEM生産を受託できる企業との信頼関係を保持、もしくは自ら商品を製造する工場を保有）することが重要である。
飲食業では、セントラルキッチンによる一括大量調理を採用して、原材料のコストの削減と品質の安定を図っている（例えば、調理経験のない学生パートタイマーでも、手順に従えば料理が完成できるようになっている）。
独自の物流網・情報システムを有する。店舗内外の設計・施工や、内装、備品類などを標準化することで、出店コストの削減が図られている。顧客の欲求に合った店舗のコンセプトの開発とその改良を行う開発力がある。
薄利多売がモットーと思われがちだが、利益を追求するためには一つ一つの商品の販売における粗利益の増加が必要不可欠ではあるが、販売価格を上昇させるよりも仕入値の低減によって増益を求めている。しかし業態によって扱う商材が違うため、一概には言えない。
知名度を上げることや全店共通商品の周知を目的として、テレビCMや新聞広告など影響力の大きいメディアでプロモーションを行なう。
特定の地域店が取り扱う商品の情報は新聞の折込チラシやインターネットなどでプロモーションを行なうことが多い。
各業務の標準化（Standardization）、単純（Simplification）、特殊化（Specialization）、集中化（Centralization）をコンセプトとして 、それを遂行するために上記の戦略によるシステムを、人件費の安いパートタイマーでも運営可能にするために、業務の標準化やマニュアル化が図られている。

### 日本
従来から日本では、本店に勤務していた社員の功労に対するインセンティブを兼ねて、本店からの「のれん分け」による一部資産やノウハウの委譲というかたちで、支店を設立しての多店舗化が行われることが多かったが、日本的な「のれん分け」は店舗経営者の経営自由度が高いのに対し、ここでいうチェーンストアの方法は、本店に対する支店という概念は全く存在せず、各店舗はあくまでも同一チェーンの対等な一店舗という位置付けがされてはいるが経営自由度が低いことが、日本的な「のれん分け」の手法とは異なる。
ゼネラルマーチャンダイズストアやスーパーマーケットが主体の業界団体である日本チェーンストア協会の通常会員入会資格は、「チェーンストアを営む小売業法人であって、11店舗以上または年商10億円以上」の規定があるが、99プラスのように上記の条件を満たして、かつフランチャイズ方式も採用している企業も加盟している。
同様の小売店の業界団体には、ほかにも日本フランチャイズチェーン協会と日本チェーンドラッグストア協会がある。

## 日本の主なチェーンストア

### 専門店・量販店系
「趣味」や「娯楽」に特化した商品を扱う店舗で、カテゴリーキラーともいう。
- キデイランド - おもちゃ店
- トイザらス - 外資系おもちゃ店
- ブックオフ - 古本の売買
- ハードオフ - 中古品の売買
- TVパニック・wanpaku - ゲームソフト販売（2006年2月に両FCを経営する企業が合併）。
- カーコンビニ倶楽部 - 自動車の板金修理
- アニメイト - アニメグッズ及び関連商品（CD、DVD、書籍）の店
- タム・タム - 模型店

#### 音楽・ビデオ系
- TSUTAYA
- タワーレコード
- HMV
- 山野楽器
- 新星堂
- ゲオ
- DORAMA
- JEUGIA（ジュージヤ）
- ミヤコ

#### 衣料品、スポーツ用品系
- アルペン（GOLF5、SPORTS DEPO）
- ユニクロ
- しまむら
- 丸井（OIOI,日本チェーンストア協会通常会員。衣料主体の専門店と解釈。北海道の丸井今井とは無関係）
- GAP
- コックス - イオングループ
- ブルーグラス
- ライトオン
- アメリカ衣料
- ジーンズメイト
- 青山商事
- 二木ゴルフ
- AOKIホールディングス
- 紳士服はるやま
- スリーエム
- ゼビオ（日本チェーンストア協会通常会員）
- ヒマラヤ
- TAKA-Q
- チヨダ（東京靴流通センター、シュープラザ、マックハウス）
- ABCマート
- タックルベリー - 中古釣具店

#### メガネ店
- パリミキ（東京都港区）
- メガネスーパー（東京都中央区）
- メガネトップ（眼鏡市場・ALOOK、静岡県静岡市葵区）
- 愛眼（メガネの愛眼、大阪市天王寺区）
- ビジョンメガネ（大阪府東大阪市）
- メガネのタナカ（愛情メガネのタナカ、広島市中区）
- メガネ21（広島市西区）
- キクチメガネ（愛知県春日井市）
- 日本オプティカル（ハートアップ、愛知県名古屋市）
- 和真（和真メガネ、東京都中央区）
- 富士メガネ（札幌市中央区）
- アムザック（メガネバスター、東京都中央区）
- アコール（弐萬圓堂、宮城県仙台市泉区）

#### 時計店
- ザ・クロックハウス（ザ・クロックハウス、東京都新宿区）

#### 写真屋
- 55ステーション
- 写真屋さん45（現：45アイズ、旧：四五コーポレーション）
- げんぞう君（山梨県甲府市国母）

#### その他専門業態
- 福田屋百貨店 - 栃木県に4店舗を展開する地場百貨店だが、チェーンストア協会に加盟。独自の大規模ショッピングモール店舗を開発。

### 飲食店系

#### 専門店（飲食）
中華料理
- 大阪王将
- 餃子の王将
- ぎょうざの満洲
- 551蓬萊
- 珉珉

ラーメン
- 一蘭
- 古潭
- Sugakiya
- 天下一品
- 博多一風堂
- びっくりラーメン
- 丸源ラーメン
- 蒙古タンメン中本
- 山岡家
- ラーメンショップ
- ラーメン横綱
- 来来亭

回転寿司
- はま寿司
- スシロー
- 無添くら寿司
- かっぱ寿司
- がってん寿司
- 元気寿司・魚べい
- 海鮮三崎港
- 銚子丸
- にぎりの徳兵衛
- 平禄寿司
- 元禄寿司
- 回転寿司がんこ

定食
- やよい軒
- 大戸屋
- 街かど屋
- 宮本むなし

お好み焼き
- ぼてぢゅう
- 千房
- 鶴橋風月
- 道とん堀
- みっちゃん

たこ焼き
- 会津屋
- 築地銀だこ
- 道頓堀くくる
- じゃんぼ総本店
- たこ一番
- 甲賀流
- たこ焼道楽わなか

カレー
- カレーハウスCoCo壱番屋
- カレーショップC&C
- ゴーゴーカレー
- カレーハウス・ターバン
- チャンピオンカレー
- カレーの王様
- カレーの市民アルバ
- サンマルコ
- インデアンカレー
- マイカリー食堂

とんかつ
- とんかつKYK
- とんかつ和幸
- かつはな亭
- 勝烈庵
- 矢場とん
- まい泉
- とんかつ浜かつ
- 新宿さぼてん
- 松のや
- かつや

ハンバーグ
- 炭焼きレストランさわやか
- びっくりドンキー
- ビッグボーイ

焼き肉
- 焼肉きんぐ
- 牛角
- 叙々苑
- 炭火焼肉トラジ
- 安楽亭
- 焼肉ライク
- 七輪焼肉安安
- 焼肉屋さかい
- 情熱ホルモン
- 食道園
- はや
- 焼肉でん

イタリアン・パスタ
- サイゼリヤ
- カプリチョーザ
- ヴォーノ・イタリア
- 俺のイタリアン
- サルヴァトーレ クオモ
- ポポラマーマ

マレーシア料理
- マレーチャン

喫茶店
- 喫茶館英国屋
- 珈琲館
- コメダ珈琲店
- サンマルクカフェ
- 心斎橋ミツヤ
- ドトールコーヒー
- 丸福珈琲店

菓子
- 文明堂（カステラ）
- むか新（和菓子）

## 世界のチェーンストア

### 音楽・ビデオ系
- HMV
- タワーレコード

### 衣料品
- GAP
- H&M
- ZARA
- Massimo Dutti

### 飲食店
- マクドナルド - ハンバーガー
- バーガーキング - ハンバーガー
- サブウェイ - サンドイッチ
- スターバックス - カフェ
- タリーズコーヒー - カフェ
- ケンタッキーフライドチキン - フライドチキン
- ピザハット - ピザ
- ドミノピザ - ピザ
- バスキン・ロビンス（サーティワンアイスクリーム） - アイスクリーム
- ウェンディーズ - ハンバーガー
- クリスピー・クリーム・ドーナツ

### その他専門業態
- フライングタイガーコペンハーゲン
- トイザらス